# Nicolò Quartieri
Nicolò Quartieri, a volte scritto Nicola e Niccolò (Bagnone, 29 dicembre 1837 – Bagnone, 5 novembre 1904), è stato un politico italiano.

## Biografia
Laureato a Pisa per due anni è stato assistente alla facoltà di filosofia nella stessa città. Di orientamento moderato aderisce al Partito Liberale Democratico, per il quale viene eletto alla provincia di Massa Carrara, di cui è stato a lungo presidente, ed eletto deputato per otto legislature. Alla Camera è stato segretario dell'ufficio di presidenza e membro di diverse commissioni. Attraverso un impegno congiunto alla provincia e in parlamento sblocca la situazione della ferrovia Pontremolese, in progetto fin dal 1861, ottenendo di inserirla nell'elenco delle linee complementari finanziate dalla legge Baccarini. Come presidente della provincia, inoltre, dal 1874 trasforma in provinciale la strada da Aulla al confine di Parma attraverso Linari e il Passo del Lagastrello, permettendo il collegamento della vallata del Bagnone con quella del Tavarone. Nel 1875 ha partecipato alla fondazione della Banca di Lecco e Guidoni, fallita nel 1883, e si è battuto per ottenere l'abolizione del dazio sulla macinazione delle castagne.